# Bert Freed
Bert Freed (New York, 3 novembre 1919 – Sechelt, 2 agosto 1994) è stato un attore statunitense.
Per il grande schermo conseguì dal 1947 al 1979 più di 40 partecipazioni mentre per gli schermi televisivi diede vita a numerosi personaggi in oltre 130 produzioni dal 1949 al 1986. Nel corso della sua carriera, fu accreditato anche con il nome Burt Freed.

## Biografia
Bert Freed nacque a New York, nel Bronx, il 3 novembre 1919. Iniziò a recitare mentre frequentava la Penn State University e fece il suo debutto a Broadway nel 1942. Dopo il servizio militare nella seconda guerra mondiale nel teatro europeo, apparve nel musical di Broadway The Day Before Spring nel 1945.
Attore caratterista, fu interprete di diversi personaggi per serie televisive, tra cui il sergente della polizia Joe Gillen in tre episodi della serie Johnny Staccato dal 1959 al 1960, Rufe Ryker in 16 episodi della serie Shane nel 1966, Sam Bishop in tre episodi della serie Pattuglia recupero nel 1979. Continuò a dare vita a numerosi personaggi minori in molti episodi di serie televisive collezionando diverse apparizioni come guest star dagli anni cinquanta agli anni ottanta. È ricordato soprattutto per essere stato il primo attore ad impersonificare il personaggio del tenente Colombo (sette anni prima che Peter Falk prendesse in mano il ruolo) in un episodio della serie televisiva antologica The Chevy Mystery Show intitolato Enough Rope.
Il grande schermo lo vide interprete di diversi personaggi tra cui quello di Emil Jablons in La città atomica del 1952, del capo della polizia A.C. Barrows in Gli invasori spaziali del 1953 e dello sceriffo in Invito ad una sparatoria del 1964. L'ultimo suo ruolo per gli schermi televisivi fu quello di Bert per la serie ABC Afterschool Specials interpretato nell'episodio Are You My Mother? trasmesso il 5 marzo 1986 mentre per il grande schermo l'ultimo personaggio a cui dà vita è quello di Sam Dakin nel film del 1979 Norma Rae. Morì per attacco di cuore a Sechelt, in Canada, il 2 agosto 1994.

## Filmografia

### Cinema
- Sinfonie eterne (Carnegie Hall), regia di Edgar G. Ulmer (1947)
- Boomerang - L'arma che uccide (Boomerang!), regia di Elia Kazan (1947)
- Cielo di fuoco (Twelve O'Clock High), regia di Henry King (1949)
- La chiave della città (Key to the City), regia di George Sidney (1950)
- La legge del silenzio (Black Hand), regia di Richard Thorpe (1950)
- I milionari a New York (Ma and Pa Kettle Go to Town), regia di Charles Lamont (1950)
- Sui marciapiedi (Where the Sidewalk Ends), regia di Otto Preminger (1950)
- Mondo equivoco (711 Ocean Drive), regia di Joseph M. Newman (1950)
- Uomo bianco, tu vivrai! (No Way Out), regia di Joseph L. Mankiewicz (1950)
- Okinawa (Halls of Montezuma), regia di Lewis Milestone (1950)
- N.N. vigilata speciale (The Company She Keeps), regia di John Cromwell (1951)
- Pietà per i giusti (Detective Story), regia di William Wyler (1951)
- La montagna dei sette falchi (Red Mountain), regia di William Dieterle (1951)
- Tutto può accadere (Anything Can Happen), regia di George Seaton (1952)
- La città atomica (The Atomic City), regia di Jerry Hopper (1952)
- Le nevi del Chilimangiaro (The Snows of Kilimanjaro), regia di Henry King (1952)
- Tangier Incident, regia di Lew Landers (1953)
- Gli invasori spaziali (Invaders from Mars), regia di William Cameron Menzies (1953)
- Femmina contesa (Take the High Ground!), regia di Richard Brooks (1953)
- 12 metri d'amore (The Long, Long Trailer), regia di Vincente Minnelli (1953)
- I valorosi (Men of the Fighting Lady), regia di Andrew Marton (1954)
- La tela del ragno (The Cobweb), regia di Vincente Minnelli (1955)
- Ore disperate (The Desperate Hours), regia di William Wyler (1955)
- Unidentified Flying Objects: The True Story of Flying Saucers, regia di Winston Jones (1956)
- Orizzonti di gloria (Paths of Glory), regia di Stanley Kubrick (1957)
- La divina (The Goddess), regia di John Cromwell (1958)
- Gazebo (The Gazebo), regia di George Marshall (1959)
- La nostra vita comincia di notte (The Subterraneans), regia di Ranald MacDougall (1960)
- Cella della morte (Why Must I Die?), regia di Roy Del Ruth (1960)
- Che fine ha fatto Baby Jane? (What Ever Happened to Baby Jane?), regia di Robert Aldrich (1962)
- La notte del delitto (Twilight of Honor), regia di Boris Sagal (1963)
- Elettroshock (Shock Treatment), regia di Denis Sanders (1964)
- Invito ad una sparatoria (Invitation to a Gunfighter), regia di Richard Wilson (1964)
- Destino in agguato (Fate Is the Hunter), regia di Ralph Nelson (1964)
- Nevada Smith, regia di Henry Hathaway (1966)
- La ragazza yè yè (The Swinger) (1966)
- Sail to Glory, regia di Gerald Schnitzer (1967)
- Facce per l'inferno (P.J.), regia di John Guillermin (1968)
- Squadra omicidi, sparate a vista! (Madigan), regia di Don Siegel (1968)
- Quattordici o guerra (Wild in the Streets), regia di Barry Shear (1968)
- Impiccalo più in alto (Hang 'Em High), regia di Ted Post (1968)
- Uomini e cobra (There Was a Crooked Man...), regia di Joseph L. Mankiewicz (1970)
- Billy Jack, regia di Tom Laughlin (1971)
- Evel Knievel, regia di Marvin J. Chomsky (1971)
- Love and the Midnight Auto Supply, regia di James Polakof (1977)
- Till Death, regia di Walter Stocker (1978)
- Barracuda, regia di Harry Kerwin (1978)
- Norma Rae, regia di Martin Ritt (1979)

### Televisione
- The Ford Theatre Hour – serie TV, un episodio (1949)
- Stars Over Hollywood – serie TV, un episodio (1950)
- Gruen Guild Playhouse – serie TV, un episodio (1951)
- Studio One – serie TV, 3 episodi (1954-1956)
- Center Stage – serie TV, un episodio (1954)
- Goodyear Television Playhouse – serie TV, un episodio (1954)
- Armstrong Circle Theatre – serie TV, 4 episodi (1955-1959)
- The Philco Television Playhouse – serie TV, 2 episodi (1955)
- The United States Steel Hour – serie TV, 3 episodi (1955)
- Producers' Showcase – serie TV, un episodio (1955)
- Kraft Television Theatre – serie TV, un episodio (1956)
- The Alcoa Hour – serie TV, episodio 1x18 (1956)
- The Kaiser Aluminum Hour – serie TV, episodio 1x03 (1956)
- Sheriff of Cochise – serie TV, un episodio (1957)
- The Phil Silvers Show – serie TV, un episodio (1957)
- Rendezvous – serie TV, un episodio (1958)
- True Story – serie TV, un episodio (1958)
- Playhouse 90 – serie TV, 2 episodi (1958)
- Una donna poliziotto (Decoy) – serie TV, un episodio (1958)
- Johnny Staccato – serie TV, 3 episodi (1959-1960)
- The Rifleman – serie TV, 2 episodi (1959-1961)
- Gunsmoke – serie TV, 2 episodi (1959-1965)
- U.S. Marshal – serie TV, un episodio (1959)
- Steve Canyon – serie TV, un episodio (1959)
- L'uomo ombra (The Thin Man) – serie TV, episodio 2x32 (1959)
- Westinghouse Desilu Playhouse – serie TV, episodio 1x24 (1959)
- Laramie – serie TV, un episodio (1959)
- Tightrope – serie TV, episodio 1x06 (1959)
- Avventure lungo il fiume (Riverboat) – serie TV, un episodio (1959)
- The Millionaire – serie TV, un episodio (1959)
- Lo sceriffo indiano (Law of the Plainsman) – serie TV, episodio 1x13 (1959)
- General Electric Theater – serie TV, 2 episodi (1960-1961)
- Alfred Hitchcock presenta (Alfred Hitchcock Presents) – serie TV, 2 episodi (1960-1961)
- Perry Mason – serie TV, 4 episodi (1960-1964)
- Bonanza – serie TV, 2 episodi (1960-1968)
- I detectives (The Detectives) – serie TV, episodio 1x18 (1960)
- Il tenente Ballinger (M Squad) – serie TV, un episodio (1960)
- Gli intoccabili (The Untouchables) – serie TV, un episodio (1960)
- Startime – serie TV, un episodio (1960)
- Outlaws – serie TV, un episodio (1960)
- Markham – serie TV, un episodio (1960)
- Bourbon Street Beat – serie TV, episodio 1x38 (1960)
- The Chevy Mystery Show – serie TV, episodio 1x10 (1960)
- Indirizzo permanente (77 Sunset Strip) – serie TV, episodio 3x08 (1960)
- Peter Gunn – serie TV, episodio 3x08 (1960)
- June Allyson Show (The DuPont Show with June Allyson) – serie TV, episodio 2x13 (1960)
- The Dick Powell Show – serie TV, 3 episodi (1961-1962)
- The Witness – serie TV, un episodio (1961)
- Ispettore Dante (Dante) – serie TV, episodio 1x22 (1961)
- Make Room for Daddy – serie TV, un episodio (1961)
- The Case of the Dangerous Robin – serie TV, un episodio (1961)
- Corruptors (Target: The Corruptors) – serie TV, episodio 1x03 (1961)
- King of Diamonds – serie TV, un episodio (1961)
- Il dottor Kildare (Dr. Kildare) – serie TV, 2 episodi (1962-1965)
- Avventure in paradiso (Adventures in Paradise) – serie TV, episodio 3x16 (1962)
- Lotta senza quartiere (Cain's Hundred) – serie TV, un episodio (1962)
- The Many Loves of Dobie Gillis – serie TV, un episodio (1962)
- Ben Casey – serie TV, 2 episodi (1963-1964)
- Il virginiano (The Virginian) – serie TV, 3 episodi (1963-1971)
- The Wide Country – serie TV, episodio 1x21 (1963)
- La parola alla difesa (The Defenders) – serie TV, un episodio (1963)
- Dakota (The Dakotas) – serie TV, episodio 1x09 (1963)
- Sotto accusa (Arrest and Trial) – serie TV, episodio 1x15 (1964)
- Route 66 – serie TV, un episodio (1964)
- The Outer Limits – serie TV, un episodio (1964)
- Polvere di stelle (Bob Hope Presents the Chrysler Theatre) – serie TV, un episodio (1964)
- Mr. Novak – serie TV, episodio 2x01 (1964)
- The Nurses – serie TV, 2 episodi (1964)
- Karen – serie TV, un episodio (1964)
- Slattery's People – serie TV, episodio 1x09 (1964)
- Insight – serie TV, 2 episodi (1965-1971)
- Petticoat Junction – serie TV, un episodio (1965)
- I mostri (The Munsters) – serie TV, un episodio (1965)
- Combat! – serie TV, un episodio (1965)
- Viaggio in fondo al mare (Voyage to the Bottom of the Sea) – serie TV, 2 episodi (1965)
- Cavaliere solitario (The Loner) – serie TV, un episodio (1965)
- La grande vallata (The Big Valley) – serie TV, 4 episodi (1966-1968)
- Gli eroi di Hogan (Hogan's Heroes) – serie TV, un episodio (1966)
- Lucy Show (The Lucy Show) – serie TV, un episodio (1966)
- Get Smart – serie TV, un episodio (1966)
- A Man Called Shenandoah – serie TV, episodio 1x28 (1966)
- Shane – serie TV, 16 episodi (1966)
- Iron Horse – serie TV, episodio 1x18 (1967)
- Il Calabrone Verde (The Green Hornet) – serie TV, un episodio (1967)
- Vacation Playhouse – serie TV, un episodio (1967)
- Ironside – serie TV, 2 episodi (1967)
- Tarzan – serie TV, episodio 2x09 (1967)
- I giorni di Bryan (Run for Your Life) – serie TV, episodio 3x17 (1968)
- Il grande teatro del West (The Guns of Will Sonnett) – serie TV, un episodio (1968)
- A Punt, a Pass, and a Prayer – film TV (1968)
- Missione impossibile (Mission: Impossible) – serie TV, 2 episodi (1969-1972)
- The Outsider – serie TV, episodio 1x19 (1969)
- Ai confini dell'Arizona (The High Chaparral) – serie TV, episodio 2x23 (1969)
- Reporter alla ribalta (The Name of the Game) – serie TV, un episodio (1969)
- Dove vai Bronson? (Then Came Bronson) – serie TV, un episodio (1969)
- Lancer – serie TV, episodio 2x03 (1969)
- Mannix – serie TV, un episodio (1969)
- Mod Squad, i ragazzi di Greer (The Mod Squad) – serie TV, un episodio (1970)
- The Andersonville Trial – film TV (1970)
- Breakout – film TV (1970)
- La famiglia Smith (The Smith Family) – serie TV, un episodio (1971)
- Longstreet – serie TV, un episodio (1971)
- Cannon – serie TV, 2 episodi (1972-1976)
- Sesto senso (The Sixth Sense) – serie TV, un episodio (1972)
- La famiglia Partridge (The Partridge Family) – serie TV, un episodio (1972)
- Barnaby Jones – serie TV, 2 episodi (1973-1978)
- Incident at Vichy – film TV (1973)
- Difesa a oltranza (Owen Marshall, Counselor at Law) – serie TV, un episodio (1974)
- Sulle strade della California (Police Story) – serie TV, un episodio (1974)
- Paper Moon – serie TV, un episodio (1974)
- Uno sceriffo a New York (McCloud) – serie TV, un episodio (1974)
- Lincoln – miniserie TV, 2 episodi (1975-1976)
- Kolchak: The Night Stalker – serie TV, un episodio (1975)
- Death Scream – film TV (1975)
- McMillan e signora (McMillan & Wife) – serie TV, un episodio (1975)
- A tutte le auto della polizia (The Rookies) – serie TV, un episodio (1975)
- Le strade di San Francisco (The Streets of San Francisco) – serie TV, 2 episodi (1976-1977)
- Bronk – serie TV, un episodio (1976)
- Serpico – serie TV, un episodio (1976)
- In the Matter of Karen Ann Quinlan – film TV (1977)
- Alla conquista del West (How the West Was Won) (1978)
- Charlie's Angels – serie TV, episodio 3x04 (1978)
- Pattuglia recupero (Salvage 1) – serie TV, 3 episodi (1979)
- Vega$ – serie TV, un episodio (1980)
- Skag – serie TV, un episodio (1980)
- Charlie and the Great Balloon Chase – film TV (1981)
- La camera oscura (Darkroom) – serie TV, un episodio (1981)
- Professione pericolo (The Fall Guy) – serie TV, 2 episodi (1982-1984)
- Giorno per giorno (One Day at a Time) – serie TV, un episodio (1982)
- Supercar (Knight Rider) – serie TV, un episodio (1983)
- Riptide – serie TV, un episodio (1985)
- ABC Afterschool Specials – serie TV, un episodio (1986)

## Doppiatori italiani
- Bruno Persa in Le nevi del Chilimangiaro, 12 metri d'amore, I valorosi
- Cesare Polacco in Pietà per i giusti